# 滋賀県道525号西明寺安部居線
滋賀県道525号西明寺安部居線（しがけんどう525ごう さいみょうじあべいせん）は、滋賀県蒲生郡日野町を通る一般県道である。

## 概要
蒲生郡日野町大字西明寺から蒲生郡日野町大字中在寺に至る。
滋賀県道182号西明寺水口線から分岐するが、蒲生郡日野町大字小野までは林の中を抜ける非常に険しい道が続き、積雪時には通行止めになる。鬼室神社を通り、片側一車線が確保された広域農道と交差する。
日野町中之郷の集落を通り、滋賀県道508号中里山上日野線と交差する。その後は、佐久良川に並行し、国道307号の中在寺交差点へ至る。

### 路線データ
- 起点：蒲生郡日野町大字西明寺（滋賀県道182号西明寺水口線交点）
- 終点：蒲生郡日野町大字中在寺（中在寺交差点、国道307号交点）
- 総延長：8.7 km

## 路線状況

### 道路施設

#### 橋梁
- 常永橋（佐久良川、蒲生郡日野町）

## 地理

### 通過する自治体
- 蒲生郡日野町

### 交差する道路
| 交差する道路                   | 交差する場所 | 交差する場所        |
| ------------------------------ | ------------ | ------------------- |
| 滋賀県道182号西明寺水口線      | 大字西明寺   | 起点                |
| 日野東部地区広域農道           | 大字小野     |                     |
| 滋賀県道508号中里山上日野線    | 大字中之郷   | 中之郷交差点        |
| 国道307号 / 近江グリーンロード | 大字中在寺   | 中在寺交差点 / 終点 |

### 沿線
- 西明禅寺
- 鬼室神社
- 安乗寺
- 東桜谷郵便局
- 日野町立桜谷小学校
- 賀川神社
- 金刀比羅宮